# 1936年の日本公開映画
- 映画 > 映画の一覧 > 年度別日本公開映画 > 1936年の日本公開映画
- 映画 > 1936年の映画 > 1936年の日本公開映画

1936年の日本公開映画（1936ねんのにほんこうかいえいが）では、1936年（昭和11年）1月1日から同年12月31日までに日本で商業公開された映画の一覧を記載。作品名の右の丸括弧内は製作国を示す。
記載の凡例については年度別日本公開映画#凡例を参照

## 作品一覧

### 1月
- 頑張れキャグニー（アメリカ）
- ギャングの花嫁（アメリカ）
- 狂恋（アメリカ）
- 恋は終りぬ（オーストリア）
- 支那海（アメリカ）
- 上海（アメリカ）
- 男子牽制（アメリカ）
- 桃源境（テュランドット）（ドイツ）
- トップ・ハット（アメリカ）
- ミモザ館（フランス） - キネマ旬報ベストテン外国映画1位
- 野生の叫び（アメリカ）
- 30日
  - 白衣の佳人（日本）

### 2月
- あかつき（ドイツ）
- 踊るブロードウェイ（アメリカ）
- 君を夢みて（ドイツ）
- Gウーマン（アメリカ）
- シスコ・キッド（アメリカ）
- 支那ランプの石油（アメリカ）
- 白き処女地（フランス） - キネマ旬報ベストテン外国映画4位
- ダアク・エンゼル（アメリカ）
- 戦ふ巨象（アメリカ）
- 罪と罰（アメリカ）
- 永遠に愛せよ（アメリカ）
- ドン・ファン（イギリス） - キネマ旬報ベストテン外国映画10位
- 胡椒娘（パプリカ）（フランス）
- 無軌道行進曲（アメリカ）
- 13日
  - 人生劇場（日本） - キネマ旬報ベストテン2位
- 27日
  - 有りがたうさん（日本）

### 3月
- 乙女よ嘆くな（アメリカ）
- 黒い瞳（フランス）
- 三十九夜（イギリス）
- バーバリー・コースト（アメリカ）
- 春を手さぐる（アメリカ）
- 晩春（アメリカ）
- 真夏の夜の夢（アメリカ）
- ロイドの牛乳屋（アメリカ）
- 12日
  - 情熱の詩人啄木（日本） - キネマ旬報ベストテン9位

### 4月
- 噫初恋（アメリカ）
- 愛と光（アメリカ）
- ある女の一生（アメリカ）
- アンナ・カレニナ（アメリカ）
- 海行かば（アメリカ）
- 栄光の道（フランス）
- オペラは踊る（アメリカ）
- おもかげ（イタリア）
- 郷愁（オーストリア）
- 恋の歌（アメリカ）
- 今宵は二人で（アメリカ）
- テンプルの愛国者（アメリカ）
- 人形の母（オーストリア/ハンガリー）
- 花嫁の感情（アメリカ）
- 春の宵（アメリカ）
- 米国の機密室（アメリカ）
- メトロポリタン（アメリカ）
- 夜毎八時に（アメリカ）
- 3日
  - 家族会議（日本） - キネマ旬報ベストテン6位
- 14日
  - 吾輩は猫である（日本）
- 15日
  - お夏清十郎（日本）
  - 大菩薩峠　鈴鹿山の巻　壬生島原の巻（日本）
- 30日
  - 河内山宗俊（日本）

### 5月
- 愛の弾丸（アメリカ）
- 上から下まで（フランス） - キネマ旬報ベストテン外国映画8位
- 海は桃色（アメリカ）
- 運河のそよ風（アメリカ）
- 海賊ブラッド（アメリカ）
- 恋のナポリ（アメリカ）
- 生活への道（アメリカ）
- 戦ひの前夜（フランス）
- 特高警察（アメリカ）
- 薔薇は何故紅い（アメリカ）
- 紅はこべ（イギリス）
- ベロニカの花束（ドイツ）
- マヅルカ（ドイツ）
- 幽霊西へ行く（イギリス） - キネマ旬報ベストテン外国映画2位
- 装へる夜（フランス）
- ロジタ（アメリカ）
- 21日
  - オペラハット（アメリカ） - キネマ旬報ベストテン外国映画3位
- 28日
  - 浪華悲歌（日本） - キネマ旬報ベストテン3位

### 6月
- 諾？非？（イエス？ノー？）（アメリカ）
- 唄へ今宵を（ドイツ）
- ジャンダーク（ドイツ）
- 真珠の頚飾（アメリカ）
- 青春の海（ドイツ）
- 南海のペーガン（アメリカ）
- 私の行状記（アメリカ）
- 18日
  - 赤西蠣太（日本） - キネマ旬報ベストテン5位
- 21日
  - 兄いもうと（日本） - キネマ旬報ベストテン7位

### 7月
- 当り屋勘太（アメリカ）
- 美しき野獣（アメリカ）
- 大空の驚異（ドイツ）
- 艦隊を追って（アメリカ）
- 自殺倶楽部（ドイツ）
- 青春の抗議（アメリカ）
- 空飛ぶ音楽（アメリカ）
- 第二情報部（フランス）
- 懐しのケンタッキイ（アメリカ）
- 何が彼をそうさせたか（アメリカ）
- 港に異状なし（アメリカ）
- 2日
  - 秘境熱河（日本） - キネマ旬報ベストテン10位

### 8月
- 歩く死骸（アメリカ）
- ヴェニスの舟歌（ドイツ）
- 女ドラキュラ（アメリカ）
- カリアンテ（アメリカ）
- カルメン狂想曲（ドイツ）
- 最後の戦闘機（フランス）
- 小公子（アメリカ）
- 処女散歩（アメリカ）
- 月は我が家（アメリカ）
- 母の素顔（アメリカ）
- 陽気な王子様（ドイツ）
- ローズ・マリイ（アメリカ）

### 9月
- 丘の一本松（アメリカ）
- 化石の森（アメリカ）
- ガルシアの伝令（アメリカ）
- 来るべき世界（イギリス）
- この三人（アメリカ）
- コリーン（アメリカ）
- 男装（アメリカ）
- 地の果てを行く（フランス） - キネマ旬報ベストテン外国映画5位
- 妻と女秘書（アメリカ）
- テンプルの燈台守（アメリカ）
- 虎鮫島脱獄（アメリカ）
- 二国旗の下に（アメリカ）
- バーレスクの王様（アメリカ）
- 姫君海を渡る（アメリカ）
- 15日
  - 一人息子（日本） - キネマ旬報ベストテン4位

### 10月
- 科学者の道（アメリカ） - キネマ旬報ベストテン外国映画7位
- 小都会の女（アメリカ）
- 隊長ブーリバ（フランス）
- 罪と罰（フランス） - キネマ旬報ベストテン外国映画6位
- テキサス決死隊（アメリカ）
- みどりの園（フランス）
- 夜の鶯（ドイツ）
- 4日
  - 人妻椿　前篇（日本）
- 15日
  - 女の階級（日本）
  - 祇園の姉妹（日本） - キネマ旬報ベストテン1位
- 29日
  - 人妻椿　後篇（日本）

### 11月
- 踊る海賊（アメリカ）
- 巨星ジーグフェルド（アメリカ）
- ゴルゴダの丘（フランス）
- 将軍暁に死す（アメリカ）
- ショウボート（アメリカ）
- 人生は四十二から（アメリカ） - キネマ旬報ベストテン外国映画9位
- 白衣の天使（アメリカ）
- 襤褸と宝石（アメリカ）
- モヒカン族の最後（アメリカ）
- 12日
  - 彦六大いに笑ふ（日本） - キネマ旬報ベストテン8位
- 13日
  - 新道 前篇朱実の巻（日本）
- 15日
  - 沓掛時次郎（日本）

### 12月
- 暁の爆撃隊（アメリカ）
- 浮き雲（ドイツ）
- カタリナの幸福（オーストリア）
- 結婚設計図（アメリカ）
- ジャングルの女王（アメリカ）
- テンプルの福の神（アメリカ）
- 武器なき戦ひ（イギリス）
- ペーア・ギント（ドイツ）
- 夜の空を行く（フランス）
- 2日
  - 新道 後篇良太の巻（日本）
- 9日
  - クレイグの妻（アメリカ）[1]
- 22日
  - 奇蹟人間（イギリス）[2]
- 30日
  - 有頂天時代（アメリカ）[3]
- 31日
  - エノケンの江戸っ子三太（日本）
  - 桑港（アメリカ）[4]
  - シュヴァリエの放浪児（イギリス）[4] - 『桑港』の同時上映